# Magnus Petri Nicander
Magnus Petri Nicander, född i Unnaryds socken i Jönköpings län, död 1677 i Hovmantorps socken i Kronobergs län, var en svensk präst, verksam i Växjö stift inom Svenska kyrkan.
Efter teologiska studier prästvigdes Nicander omkring 1635 och blev 1646 komminister i Jönköping. Han var hospitalssyssloman 1656–1657. Han sökte kyrkoherdetjänster men mötte motstånd av församlingsbor som vid ett tillfälle till och med låste kyrkporten då han skulle provpredika. Från 1672 till sin död var han kyrkoherde i Hovmantorps församling i Växjö stift.
Han var gift med Kerstin Jonsdotter, som år 1712 ännu levde. Han var far till Petrus Nicander (cirka 1648–1701), rektor i Helsingfors, Jonas Nicander (död 1690), lektor i Växjö, Magnus Nicander (död 1709), kyrkoherde i Näshults församling, Bengt Nicander (cirka 1661–1689), gymnasieadjunkt i Växjö och prästvigd 1688, och Margareta Nicander (född senast omkring 1662, död 1705), gift med Isaacus Widebeck och sedan med Nicolaus Lavelius, vilka efter varandra var kyrkoherdar i Hovmantorp. Magnus Petri Nicander var genom sonen Magnus farfar till kyrkoherden Israel Nicander och författaren Anders Nicander.